# Фофана, Бубакар
Бубакар Фофана (фр. Boubacar Fofana; 6 ноября 1987, Конакри, Гвинея) — гвинейский футболист, полузащитник клуба «Ирони Тверия» и национальной сборной Гвинеи.

## Клубная карьера
Бубакар родился в Гвинее, но профессиональную карьеру начал в Португалии. Фофана дебютировал на профессиональном уровне в клубе «Пиньялновенсе», выйдя на замену в матче в 2008 году. Уже первого числа следующего года, игрок перешёл в «Праэнсе», в котором стал основным игроком, сыграв за два сезона около 40 матчей и забив 4 мяча. 1 июля 2010 года Фофана отправился в клуб «Гондомар». В клубе игрок провёл лишь сезон, но привлёк внимание зарубежных клубов, и отправился в аренду, а именно, в турецкий «Карталспор» и немецкий «Карлсруэ».